# Láng Rudolf
Láng Rudolf Lajos (Nagyszénás, 1904. október 3. – Budapest, 1991. január 7.) magyar festő, grafikus, jelmeztervező.

## Életpályája
Az alföldi Nagyszénáson született, szülei dr. Láng Jenő községi orvos és Majer Gizella voltak. Budapesten a Magyar Képzőművészeti Főiskolán Vaszary Jánosnál és Szőnyi Istvánnál tanult. Firenzében folytatott képzőművészeti tanulmányokat 1924–1928 között a I’Accademia delle Belle Arti-n. 1932-től volt kiállító művész. 1949-től elsősorban jelmeztervezéssel foglalkozott; a Nemzeti Színház jelmeztervezőjeként. 1953–1970 között a Vígszínház jelmeztervezője volt.
Festészeti-grafikai munkásságát a mesteri rajztudás, a színgazdagság jellemezte. Eleinte leginkább tájképeket és figurális jeleneteket alkotott. Az 1940-es évek végén szürreális törekvések jelentek meg alkotásaiban. Sokat tervezett a Jókai Színház, majd a Thália Színház és a Körszínház számára is, valamint a Miskolci Nemzeti Színház, a Csokonai Nemzeti Színház, a szolnoki Szigligeti Színház, a kecskeméti Katona József Színház, a Veszprémi Petőfi Színháznak.
Sírja a Farkasréti temetőben található (28/2-2-78).

## Színházi munkái
- Friedrich Schiller: Tell Vilmos
- George Bernard Shaw: Szent Johanna
- Arisztophanész: Lysistraté
- Lev Tolsztoj–Erwin Piscator: Háború és béke
- William Shakespeare: Rómeó és Júlia
- Iszaak Babel: Alkony
- Bertold Brecht: Egy fő az egy fő
- Ferdinand Bruckner: Angliai Erzsébet
- Ortutay Gyula–Kazimir Károly: Kalevala

## Filmes munkái
- A kőszívű ember fiai (1965)
- Kárpáthy Zoltán (1966)
- Egy magyar nábob (1966)
- Egri csillagok (1968)

## Egyéni kiállításai
- 1948: Művész Galéria, Budapest
- 1958: Kulturális Kapcsolatok Intézete, Budapest
- 1969, 1971, 1974: Margitszigeti Nagyszálló, Budapest
- 1970: Savaria Múzeum, Szombathely
- 1973: Keen Gallery, New York
- 1973: Pfalz Galerie, Kaiserslautern
- 1974: Perrins Gallery, London
- 1974: Békéscsabai Jókai Színház, Békéscsaba
- 1975: Elitzer Galerie, Saarbrücken
- 1975: Produkt Galerie, Hamburg
- 1978: Kunsthaus Aegis, Ulm
- 1978: Fauser Galerie, Reutlingen
- 1979: Galerie Heino Heiden, Lübeck
- 1979: School of Fine Arts, Banff (Kanada)
- 1985: Megyei Könyvtár, Veszprém

## Csoportos kiállításai
- 1935, 1936, 1937, 1938: Nemzeti Szalon, Budapest
- 1975: Csók Galéria, Budapest
- 1976: Doktor Sándor Művelődési Ház, Pécs
- 1978: Kunstverein, Böblingen
- 1980: Hatvany Galéria, Hatvan
- 1981, 1983, 1985: Kisgrafikai Biennálé, Tihany
- 1982: Bankside Gallery, London
- 1988: Tavaszi Tárlat, Budapest

## Díjai
- Magyarország Érdemes Művésze díj (1964)
- Finn Oroszlán Lovagrend I. fokozat (1969)